# تونچ‌بیلک
تونچ‌بیلک (به ترکی استانبولی: Tunçbilek) شهری است در کشور ترکیه که در استان کوتاهیه واقع شده‌است. جمعیت این شهر بر اساس سرشماری سال ۲۰۰۸ میلادی ۷٬۲۵۴ نفر و بر اساس برآوردهای سال ۲۰۰۹ میلادی ۱۰٬۱۹۱ نفر می‌باشد.